# سوني كلاي
سوني كلاي (بالإنجليزية: Sonny Clay)‏ هو عازف جاز وعازف بيانو أمريكي، ولد في 15 مايو 1899 في تكساس في الولايات المتحدة، وتوفي في 13 أبريل 1973.

## وصلات خارجية
- سوني كلاي على موقع ميوزك برينز (الإنجليزية)
- سوني كلاي على موقع أول ميوزيك (الإنجليزية)